# Districtul Al-Zabadani
al-Zabadani District (în arabă منطقة الزبداني, transliterat: manṭiqat al-Zabadani) este un district al Guvernoratului Rif Dimashq din sudul Siriei. Centrul administrativ este orașul al-Zabadani. La recensământul din 2004, districtul avea o populație de 63.780 de locuitori.
Până în februarie 2009, sub-districtele Ayn al-Fijah și al-Dimas făceau parte din districtul Al-Zabadani înainte de a fi încorporate pentru a forma nou-înființatul districtul Qudsaya.
Stațiunea-oraș Bloudan din districtul Al-Zabadani este o destinație turistică preferată pentru localnici și străini.

## Subdistricte
Districtul al-Zabadani este împărțit în trei sub-districte sau nawāḥī (populație din 2004):
| Cod      | Nume                      | Suprafață  | Populație |
| -------- | ------------------------- | ---------- | --------- |
| SY030700 | Subdistrictul al-Zabadani | 178,67 km² | 40.613    |
| SY030701 | Subdistrictul Madaya      | 93,37 km²  | 13.692    |
| SY030702 | Subdistrictul Serghaya    | 121,37 km² | 9.475     |

## Așezări
Potrivit Biroului Central de Statistică (CBS), următoarele sate și orașe alcătuiesc districtul al-Zabadani: